# Patriarcado de las Indias Occidentales
El patriarcado de las Indias Occidentales (en latín: Patriarchatus Indiarum Occidentalium) es una sede titular de la Iglesia católica. Se trata de un patriarcado latino erigido el 11 de mayo de 1524, durante la conquista española de las llamadas Indias Occidentales. Desde el 31 de agosto de 1963 es sede vacante.
Por más de 400 años de historia el título de patriarca de las Indias Occidentales fue ostentado por prelados españoles, en especial aquellos que ostentaban funciones en palacio u otros lugares reales como capellanes mayores (hoy arzobispo castrense). Sin embargo, el cargo que ostentó tradicionalmente fue el de limosnero mayor. Los patriarcas fueron miembros de varias juntas y, más tarde, senadores del reino. 

## Historia
Tradicionalmente ha habido confusión con el año de erección de la sede titular y a quién se otorgó el título en los primeros años. Autores como Gil González Dávila y Salazar de Mendoza, opinaron que el patriarcado fue erigido en 1524 por el papa Clemente VII, concediendo la dignidad a Esteban Gabriel Merino. De hecho, los primeros nombramientos de los patriarcas son confusos, tanto es así, que algunos autores llegaron a considerar que la creación del título databa del reinado de Felipe III y que había sido el primero Diego de Guzmán y Haro. A pesar de la confusión, el Anuario Pontificio muestra el 11 de mayo de 1524 como fecha de erección.
La idea de su erección nació debido al descubrimiento de América, un hecho que abría en la Iglesia española un vasto territorio que se tenía que organizar en materia espiritual, además de llevar a cabo la tarea de evangelización. Para esta tarea, se pensó en la creación de un título eclesiástico de tipo patriarcal que sirviera de título primado para el nuevo continente. 
El 26 de julio de 1513 el regente de Castilla Fernando el Católico, a nombre de su hija Juana, solicitó por medio de su embajador en Roma —Jerónimo Vich y Valterra— al recién elegido papa León X, el nombramiento de su capellán mayor —Juan Rodríguez de Fonseca, obispo de Palencia— como patriarca de las Indias, además de la creación de este título. Hasta entonces Fonseca se había ocupado desde España del gobierno eclesiástico de las tierras recién descubiertas. Adicionalmente, también solicitaba la creación de un nuevo obispado en Nuestra Señora de la Antigua, que debería regir su predicador.
El papa accedió a la erección de la nueva diócesis, que quedó bajo el gobierno del franciscano Juan de Quevedo, pero era reacio a crear un nuevo patriarcado que eventuálmente podría disminuir su poder o derivar hacia un cisma. Más adelante, el 11 de mayo de 1524, Clemente VII creó el título a instancia del emperador Carlos V (rey de España). El pontífice impuso la pena de excomunión al patriarca que se trasladara a las Indias Occidentales sin el consentimiento de la Santa Sede; y lo privó de jurisdicción, renta, súbditos y clero, para evitar cualquier tipo de deriva de ambición parecida al mundo oriental. Por lo tanto, desde su nacimiento, la sede fue titular y el patriarca quedaba sin ningún tipo de poder. Este nombramiento recayó sobre el arzobispo de Granada y canciller mayor de Castilla, Antonio de Rojas Manrique. 
Las condiciones eran especificadas en casi todas las bulas de nombramiento; la más expresiva y clara fue la de nombramiento de Antonio Allué Sesé (en 1821): «Cum itaque Patriarchatus Indiarum Occidentalium Maris Océanos, quia Ecclesia, Sede, Capítulo, Choro, Clero et populo omnique cura regimine et jurisdictione tam espirituales quam temporales caret, sed solum en dignitatis Patriarchalis título et honore consistit». Siendo un título honorífico, no daba derecho ni a palio ni a la consagración episcopal; los patriarcas, para ser consagrados, debían obtener aparte el nombramiento en una sede episcopal, titular o residencial.
A petición de Felipe II, en 1569 se publicó una bula que creó el cargo de procapellán de la Capilla Real, cargo que servía de sustitución del Capilla Mayor que era ejercido tradicionalmente por el arzobispo de Santiago de Compostela. Además, se le pidió también al papa el otorgamiento del título honorífico del patriarcado de las Indias Occidentales, algo que no sería verificado finalmente hasta 1610, en que se le atribuye la jurisdicción de la familia real, sus servidores, los miembros de la Capilla Real, tanto fuera de los palacios reales, como en los reales sitios o los patronatos de la corona.
A partir de 1644 el patriarca también ostentaba la jurisdicción castrense, que quedó vacante entre 1716 y 1736. De hecho, Clemente XII, el 4 de febrero de 1736 renovó el vicariato castrense para los tiempos de guerra y otorgó facultades en épocas de paz sobre los militares y sus familias. Sin embargo, este acuerdo se abolió dos veces (1750-1762 y 1769-1772) hasta su abolición definitiva el 1933. Otros autores han confundido el cargo de cura mayor de los reyes de España, con el mismo título del Ejército, que con el paso del tiempo se fueron uniendo ambas dignidades.
El último patriarca de las Indias Occidentales fue Leopoldo Eijo y Garay, obispo de Madrid-Alcalá, entre 1946 y 1963. Desde su muerte, el cargo no ha sido ocupado de nuevo y desde entonces se encuentra vacante, pero nunca ha sido abolido formalmente, como lo demuestra que continúa siendo listado en el Anuario Pontificio.

## Episcopologio
Los datos sobre sus primeros titulares son confusos, de ahí que la lista que se presenta contenga datos incompletos, principalmente de los obispos que llevaron el título durante los siglos XVI y XVII.
- Antonio de Rojas Manrique[3] † (11 de mayo de 1524-27 de junio de 1527 falleció)
- Esteban Gabriel Merino[4] † (2 de septiembre de 1530-28 de julio de 1535 falleció)
- Fernando Niño y Zapata[5] † (8 de octubre de 1546-16 de septiembre de 1552 falleció)
  - Antonio de Fonseca, O.S.A. † (mencionado en 1554)[6]
- Pedro Moya de Contreras † (15 de enero de 1591-7 de diciembre de 1591 falleció)[7]
- Juan de Guzmán † (15 de noviembre de 1602-1605 falleció)
- Juan Bautista de Acevedo Muñoz[8] † (16 de enero de 1606-8 de junio de 1608 falleció)
- Pedro Manso † (10 de noviembre de 1608-1609 falleció)
- Diego de Guzmán y Haro[9] † (14 de marzo de 1616-15 de septiembre de 1625 nombrado arzobispo de Sevilla)
- Andrés Pacheco[10] † (6 de octubre de 1625-7 de abril de 1626 falleció)
- Alfonso Pérez de Guzmán[9] † (17 de mayo de 1627-antes del 22 de diciembre de 1670 falleció)
- Antonio Manrique de Guzmán[9] † (22 de diciembre de 1670-26 de febrero de 1679 falleció)
- Antonio de Benavides y Bazán[9] † (8 de mayo de 1679-22 de enero de 1691 falleció)
- Pedro Portocarrero y Guzmán[9] † (12 de noviembre de 1691-1705 falleció)
- Carlos Borja Centellas y Ponce de León † (3 de octubre de 1708-8 de agosto de 1733 falleció)
- Juan de Láncaster y Noroña † (28 de agosto de 1733-31 de octubre de 1733 falleció)[11]
- Álvaro de Mendoza Caamaño Sotomayor † (20 de enero de 1734-23 de enero de 1761 falleció)
- Buenaventura de Córdoba Espínola de la Cerda † (6 de abril de 1761-6 de mayo de 1777 falleció)
- Francisco Javier Delgado Venegas † (30 de marzo de 1778-10 de diciembre de 1781 falleció)[12]
- Cayetano de Adsor † (25 de febrero de 1782-12 de julio de 1782 falleció)
- Manuel Ventura Figueroa † (16 de diciembre de 1782-3 de abril de 1783 falleció)
- Antonio Sentmenat y Cartella † (25 de junio de 1784-14 de abril de 1806 falleció)
- Ramón José de Arce Rebollar y Uribarri † (26 de agosto de 1806-7 de julio de 1815 renunció) (el Gobierno de España lo destituyó el 22 de marzo de 1808 tras el motín de Aranjuez, pero no fue reconocido por la Santa Sede. El 18 de marzo de 1810 José Bonaparte lo restituyó, pero el 21 de junio de 1813 se exilió en Francia)[13]
  - Pedro de Silva y Sarmiento † (23 de marzo de 1808-1808) (nombrado por el Gobierno de España, murió y no fue preconizado)
  - Miguel de Oliván y Lope (1810) (nombrado por Gobierno de España, no fue preconizado)
  - Pedro José Chávez de la Rosa (1813) (presentado por la Regencia, no fue preconizado)
- Francisco Antonio Cebrián y Valdá † (10 de julio de 1815-10 de febrero de 1820 falleció)
- Antonio Allué y Sesé † (8 de enero de 1821-17 de mayo de 1842 falleció) (el Gobierno de España lo destituyó en 1834, pero en Roma no se aceptó la renuncia y se le siguió considerando patriarca hasta su muerte)
  - José Duaso y Latre † (1834) (nombrado por el Gobierno de España y no aceptado por la Santa Sede)[14]
  - Manuel Fraile y García † (1834-1837) (nombrado por el Gobierno de España y no aceptado por la Santa Sede)[15]
  - Pedro José Fonte † (1837-1839) (nombrado por el Gobierno de España y no aceptado por la Santa Sede)[16]
  - Juan José Bonel y Orbe † (1839-1848) (nombrado por el Gobierno de España y no aceptado por la Santa Sede)[17]
- Antonio Posada Rubín de Celis † (17 de diciembre de 1847-22 de noviembre de 1851 falleció)
- Tomás Iglesias Barcones † (27 de septiembre de 1852-9 de mayo de 1874 falleció)
- Francisco de Paula de Benavides y Fernández de Navarrete, O.S. † (5 de julio de 1875-13 de mayo de 1881 nombrado arzobispo de Zaragoza)
- José Moreno y Mazón † (18 de noviembre de 1881-27 de marzo de 1885 nombrado arzobispo de Granada)
- Zeferino González y Díaz Tuñón, O.P. † (27 de marzo de 1885-15 de enero de 1886 nombrado arzobispo de Sevilla)
- Miguel Payá y Rico † (7 de junio de 1886-25 de diciembre de 1891 falleció)
- Antolín Monescillo y Viso[18] † (11 de abril de 1892-11 de agosto de 1897 falleció)
- Beato Ciriaco María Sancha y Hervás † (24 de marzo de 1898-26 de febrero de 1909 falleció)
- Gregorio María Aguirre y García, O.F.M. † (29 de abril de 1909-10 de octubre de 1913 falleció)
- Victoriano Guisasola y Menéndez[19] † (1 de enero de 1914-2 de septiembre de 1920 falleció)
- Jaime Cardona y Tur † (9 de diciembre de 1920-6 de enero de 1923 falleció)
- Julián de Diego y García Alcolea † (27 de julio de 1923-8 de octubre de 1925 nombrado arzobispo de Santiago de Compostela)
- Francisco Muñoz e Izquierdo † (14 de diciembre de 1925-18 de abril de 1930 falleció)
- Ramón Pérez Rodríguez † (30 de junio de 1930-28 de enero de 1937 falleció)[20]
- Leopoldo Eijo y Garay † (21 de julio de 1946-31 de julio de 1963 falleció)
  - Sede vacante (desde 1963)